# Santinen
Santinen est une île du golfe de Finlande de Kallahti à Helsinki en Finlande.

## Géographie
Santinen une île privée à Kallahti dans le quartier de Vuosaari. 
Elle fait partie de l'esker sous-marin Kallahdenharju. 
Le sol et les plages sont principalement constitués de sable et de gravier. 
La superficie de l'île est de 3,8 hectares. 
Il y a actuellement six villas sur l'île qui datent principalement des années 1960 et 1970.

## Histoire
L'île et sa grande villa du début du XXe siècle ont appartenu dans les années 1930 au  célèbre pilote de Zeppelin allemand, le comte Magnus von Platen-Hallermund.
Après la Seconde Guerre mondiale, l'île en tant que propriété allemande est cédée à l'union soviétique aux termes du traité de Paris.
L'URSS a d'abord loué l'île avec ses bâtiments au Parti communiste de Finlande et l'a vendue à la Ligue démocratique du peuple finlandais (SKDL) après la mort de Staline.
En 1960, la SKDL l'a vendue et le nouveau propriétaire l'a découpée en parcelles et a démoli la villa.